# 蓋瑞·伯納姆
蓋瑞·伯納姆（Gary Burnham，1974年10月13日—）為美國的棒球選手之一，曾效力於中華職棒La New熊隊及日本職棒千葉羅德海洋隊，守備位置為一壘手，中文登錄名為「霸漢」。

## 經歷
- 美國職棒費城費城人隊（小聯盟）（1997年－2001年）
- 美國職棒多倫多藍鳥隊（小聯盟）（2002年－2003年）
- 美國職棒聖路易紅雀隊（小聯盟）（2004年）
- 美國職棒辛辛那提紅人隊（小聯盟）（2004年）
- 美國職棒費城費城人隊（小聯盟）（2006年－2007年）
- 中華職棒La New熊隊（2008年）
- 日本職棒千葉羅德海洋隊（2009年）
- 義大利棒球聯盟De Angelis North East Knights（2010年）

## 職棒生涯成績

### 中華職棒
| 年度 | 球隊     | 出賽 | 打數 | 安打 | 全壘打 | 打點 | 盜壘 | 四死 | 三振 | 壘打數 | 雙殺打 | 打擊率 |
| ---- | -------- | ---- | ---- | ---- | ------ | ---- | ---- | ---- | ---- | ------ | ------ | ------ |
| 2008 | La new熊 | 70   | 266  | 86   | 10     | 56   | 0    | 22   | 32   | 139    | 10     | 0.323  |
| 合計 | 1年      | 70   | 266  | 86   | 10     | 56   | 0    | 22   | 32   | 139    | 10     | 0.323  |

### 日本職棒
| 年度 | 球隊         | 出賽 | 打數 | 安打 | 全壘打 | 打點 | 盜壘 | 四死 | 三振 | 壘打數 | 雙殺打 | 打擊率 |
| ---- | ------------ | ---- | ---- | ---- | ------ | ---- | ---- | ---- | ---- | ------ | ------ | ------ |
| 2009 | 千葉羅德海洋 | 73   | 147  | 32   | 4      | 22   | 1    | 20   | 37   | 53     | 4      | 0.218  |
| 合計 | 1年          | 73   | 147  | 32   | 4      | 22   | 1    | 20   | 37   | 53     | 4      | 0.218  |

## 特殊事蹟
- 2008年3月23日對戰統一7-ELEVEn獅隊擊出中職生涯首轟，獲得第一次單場MVP。
- 2008年9月1日對米迪亞暴龍連續23場比賽敲出安打，打破前兄弟象隊路易士所保持的連續22場比賽敲出安打（2015年被郭嚴文的連續33場安打所打破）。

## 外部連結
- 蓋瑞·伯納姆在台灣棒球維基館上的頁面（繁體中文）
- 蓋瑞·伯納姆在日本職棒（英语）
- 蓋瑞·伯納姆在中華職棒
- 蓋瑞·伯納姆在Baseball-Reference.com（小聯盟以及海外聯盟）（英语）
- 蓋瑞·伯納姆在The Baseball Cube（英语）